# Stráňanské sedlo
Stráňanské sedlo – położona na wysokości 730 m przełęcz na Słowacji pomiędzy Kiczerą (Kýčera, 943 m) w Małych Pieninach a Horbáľovą (1010 m) w Magurze Spiskiej. Taką nazwę przełęczy podaje słowacka turystyczna tabliczka informacyjna na przełęczy. Na niektórych polskich mapach przełęcz ma nazwę Korbalowa Przełęcz. Jest to szerokie i rozległe siodło położone w grzbiecie po południowej stronie Wysokiej. Grzbiet ten stanowi również dział wodny pomiędzy zlewniami Lipnika uchodzącego do Dunajca i Kamienką uchodzącą do Popradu. Zachodnie stoki spod przełęczy opadają do miejscowości Straniany, wschodnie do Kamionki. Przez przełęcz przechodzi droga krajowa II kategorii nr 543 z Czerwonego Klasztoru do miejscowości Gniazda, gdzie krzyżuje się z drogą krajową nr 77 (do miejscowości Stara Lubowla lub Biała Spiska).
Cały rejon przełęczy pokrywają duże łąki, dzięki czemu jest ona dobrym punktem widokowym.

## Szlaki turystyki pieszej
zielony: Jaworki – Wąwóz Homole – przełęcz pod Wysokimi Skałkami – Straňanské sedlo – Horbáľová – Na Poľane – Drużbaki Wyżne.

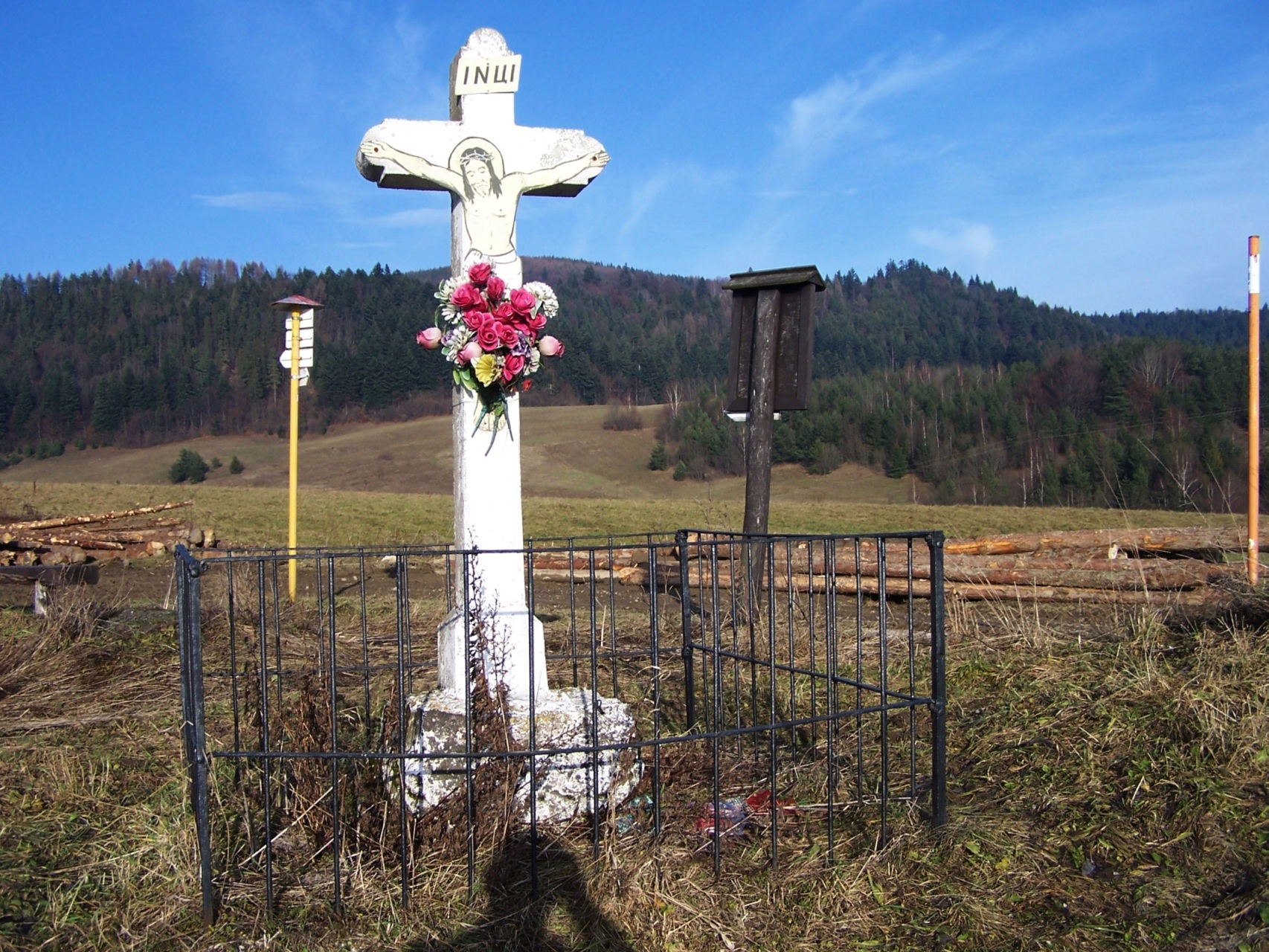
Krzyż na przełęczy
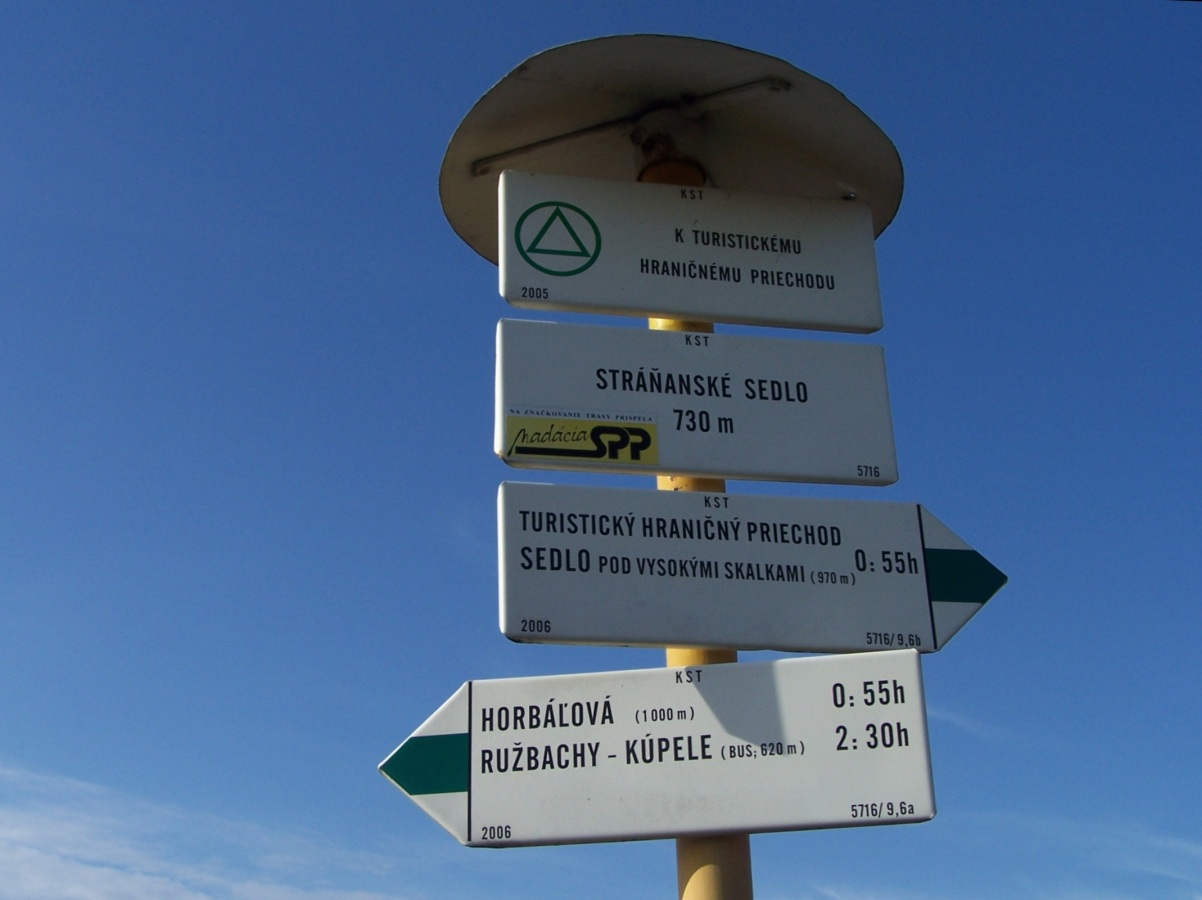
Tabliczki turystyczne

1. 1 2 3  Turystyczna mapa Słowacji [online] [dostęp 2021-10-06].strona główna serwisu
2. ↑  Tablica informacyjna na przełęczy.
3. ↑  Pieniny polskie i słowackie. Mapa turystyczna 1:25 000, Piwniczna: Agencja Wydawnicza „WiT” s.c., 2008. Brak numerów stron w książce